# 남경도
남경도(南京道)는 요나라가 설치한 5도중의 하나로 후진 석경당에게 받은 연운 16주지역중 지금의 베이징일대지역을 통치하기 위해 설치했다. 도의 중심지는 현재의 베이징인 석진부(析津府)였다.

## 행정 구역

### 남경 석진부(南京 析津府)
현재 베이징시가지에 있었다. 석경당에게 할양받은 연운 16주중 유주(幽州)에다가 건설했다. 유도부(幽都府)라고도 불렸다. 거용관(居庸關), 송정관(松亭關), 유림관(楡林關)이 있다. 상건하(桑乾河), 고량하(高梁河), 석자하(石子河), 대안산(大安山), 연산(燕山)이 있다. 6주 11현을 통치했다.
| 현명   | 한자   | 대략적 위치                           | 비고 |
| ------ | ------ | ------------------------------------- | --- |
| 석진현 | 析津縣 | 베이징 시                             | 남경도의 중심지이다. 1012년(개태 원년)에 계북현(薊北縣)을 지금의 이름으로 바꿨다. 20,000호가 살았다.                                            |
| 완평현 | 宛平縣 | 베이징 시 펑타이 구                   | 후진 유도현(幽都縣)을 1012년에 지금의 이름으로 바꿨다. 22,000호가 살았다.                                                                       |
| 창평현 | 昌平縣 | 베이징 시 창핑 구                     | 유주(幽州)에 속해있었다. 7,000호가 살았다. |
| 양향현 | 良鄕縣 | 베이징 시 팡산 구                     | 698년(성역 원년) 당나라가 폐지하고 고절진(固節鎭)으로 불렀다가 705년(신룡 원년)에 현을 복구했다. 석진부 남쪽 60리거리에 있다. 6,000호가 살았다. |
| 노현   | 潞縣   | 베이징 시 퉁저우 구                   | 627년(정관 원년)에 원주(元州)를 폐하고 현을 둔 것을 그대로 유지했다. 노수(潞水)가 있다. 6,000호가 살았다.                                       |
| 안차현 | 安次縣 | 랑팡 시 안치 구                       | 당나라때 여러차례 치소를 옮겼다. 12,000호가 살았다.                                                                                             |
| 영청현 | 永淸縣 | 랑팡 시 융칭 현                       | 천찬연간에 무융현(武隆縣)을 지금의 이름으로 개명했다. 5,000호가 살았다.                                                                         |
| 무청현 | 武淸縣 | 톈진시 우칭 구                        | 천찬초에 옹노현(雍奴縣)을 지금의 이름으로 바꿨다. 10,000호가 살았다.                                                                            |
| 향하현 | 香河縣 | 랑팡 시 샹허 현                       | 무청현밑의 마을이었으나, 요나라때 무청현일대의 인구가 늘면서 삼하현, 노현, 무청현 3개의 현을 신설했다. 7,000호가 살았다.                        |
| 옥하현 | 玉河縣 | 베이징 시먼터우거우 구 영정진(永定鎭) | 본래 천산(泉山)이 있는 곳이었다. 계현에서 분리신설했다. 1,000호가 살았다.                                                                       |
| 곽음현 | 漷陰縣 | 베이징 시 퉁저우 구 남                | 본래 천산 곽촌진(藿村鎭)이었으나 후에 현으로 분리승격시켰다. 5,000호가 살았다.                                                                  |

#### 순주 귀화군(順州 歸化軍)
베이징 시 순이 구에 치소를 두었다. 중급주로 자사가 주의 민정을 맡았다. 석경당에게 할양받은 연운 16주중 하나이다. 회유현(懷柔縣, 베이징 시 화이러우 구)를 속현으로 두었다. 5,000호가 살았다.

#### 단주 무위군(檀州 武威軍)
베이징 시 미윈 현에 치소를 두었다. 하급주로 절도사가 주의 만정을 맡았다. 석경당에게 할양받은 연운 16주중 하나이다. 요나라때 지금의 군호가 붙었다. 퍼구산(鮑丘山), 도화산(挑花山), 나산(螺山)이 있다. 2개의 속현을 두었다.
| 현명   | 한자   | 대략적 위치          | 비고                                                                                   |
| ------ | ------ | -------------------- | -------------------------------------------------------------------------------------- |
| 밀운현 | 密雲縣 | 베이징 시 미윈 구    | 북제때 밀운군을 폐하고 2현을 설치한 것이 지금까지 전해내려오고 있다. 5,000호가 살았다. |
| 행당현 | 行唐縣 | 베이징 시 미윈 구 동 | 창민궁에 속했다. 3,000호가 살았다.                                                     |

#### 탁주 영태군(涿州 永泰軍)
바오딩 시 줘저우 시에 치소를 두었다. 석경당에게 할양받은 연운 16주중 하나이다. 대방산(大房山), 육빙산(六聘山), 탁수(涿水), 누상하(樓桑河), 횡구하(橫溝河), 예손하(禮遜河), 기구하(祁溝河)가 있었다. 4현을 통치했다.
| 현명   | 한자   | 대략적 위치             | 비고 |
| ------ | ------ | ----------------------- | --- |
| 범양현 | 范陽縣 | 줘저우 시               | 탁수(涿水)와 범수(範水)가 있다. 10,000호가 살았다. |
| 고안현 | 固安縣 | 바오딩 시 구안 현       | 10,000호가 살았다. 927년 3월 21일 본현에서 북송의 국부 조광윤이 태어났다.                                                                                     |
| 신성현 | 新城縣 | 신청 현 남동(바오딩 시) | 769년(대력 4년) 당나라가 폐지된 옛 신창현을 고안현에서 분리하면서 복구했다가 후에 폐했다. 929년(후당 천성 4년) 범양현에서 쪼개어 복구했다. 10,000호가 살았다. |
| 귀의현 | 歸義縣 |                         | 622년(당 무덕 5년)북의주(北義州)를 설치했다가 폐지했다. 주민들은 거마하(巨馬河)남쪽에 거주하고 있다. 신성현과 치소를 공유했다. 4,000호가 살았다.              |

#### 역주 고양군(易州 高陽軍)
바오딩 시 이 현에 있었다. 상급주로 자사가 주의 민정을 두었다. 한나라때 역현과 고안현이 있던 곳인데 수나라때 역주가 있었다. 수나라말에 상곡군을 설치했다. 621년에 역주로 복구했다. 742년(천보 원년)상곡군으로 개명했다. 758년(건원 원년)다시 역주로 바꿨다. 당나라가 멸망한 후 정주절도사(定州節度使)가 있었다. 946년(회동 9년), 손방간(孫方簡)이 이곳을 가지고 거란에 귀부했다. 959년(응력 9년), 후주 세종이 가졌다가 송나라로 넘어왔다. 989년(통화 7년)송나라에게서 빼앗아와 고양군으로 승격시켰다. 역수(易水), 래수(淶水), 낭산(狼山), 대녕산(大寧山), 백마산(白馬山)이 있었다. 3현을 통치했다.
| 현명   | 한자   | 대략적 위치            | 비고 |
| ------ | ------ | ---------------------- | --- |
| 역현   | 易縣   | 바오딩 시 이 현        | 주의 치소가 있었다. 한대의 성이 요대의 현 치소에서 동남쪽으로 60리거리에 있다. 556년(북제 천보 7년)에 폐지했다. 595년(개황 16년), 옛 고안성(故安城) 서북 모퉁이에 현을 설치했는데, 이치소가 요나라때까지 전해내려 왔다. 25,000호가 살았다.                                                           |
| 내수현 | 淶水縣 | 바오딩 시 라이수이 현  | 한나라 도현(道縣)이 있었다. 요나라때 현 치소는 한대 고성 남쪽 1리에 있다. 북위가 옛 성의 남쪽으로 옮긴 것이 지금까지 전해내려온다. 580년(북주 대상 2년)에 폐지했다. 597년(개황 18년) 지금의 이름으로 고쳤다. 내수(淶水)가 있다. 27,000호가 살았다.                                                   |
| 곡성현 | 谷城縣 | 바오딩 시 딩싱 현 서남 | 한대고성이 웅주(雄州)서남쪽에 있다. 622년(당 무덕 5년) 북의주(北義州)에 속했고 627년(정관 원년)역주로 들어왔다. 699년(성력 2년) 전충현(全忠縣)으로 개명했다. 742년(천보 원년) 곡성현으로 개칭했다. 거마하(巨馬河)의 남쪽에 주민들이 살고 있다. 탁주 신성현과 치소를 공유하고 있다. 5,000호가 살았다. |

#### 계주 상무군(薊州 尙武軍)
상급주로 자사가 주의 민정을 맡았다. 716년(개원 4년) 유주로 통폐합되었다가 독립했다. 석경당에게 할양받은 연운 16주중 하나였다. 3현을 통치했다.
| 현명   | 한자   | 대략적 위치     | 비고                                                                |
| ------ | ------ | --------------- | ------------------------------------------------------------------- |
| 어양현 | 漁陽縣 | 톈진 시 지저우  | 주의 치소가 있었다. 포구수(鮑丘水)가 있다. 4,000호가 살았다.        |
| 삼하현 | 三河縣 | 랑팡 시 싼허 시 | 716년 노주(潞州)에서 분리신설했다. 3,000호가 살았다.                |
| 옥전현 | 玉田縣 | 탕산 시 위톈 현 |                                                                     |
| 준화현 | 遵化縣 | 탕산 시 쭌화 시 | 중희연간에 경주 청안군(景州 淸安軍)으로 독립했다. 3,000호가 살았다. |

### 평주 요흥군(平州 遼興軍)
상급주로 절도사가 주의 민정을 맡았다. 석경당이 할양한 연운 16주중 하나였다. 2주 3현을 통치했다.
| 현명   | 한자   | 대략적 위치            | 비고 |
| ------ | ------ | ---------------------- | --- |
| 노룡현 | 盧龍縣 | 친황다오 시 루룽 현    | 주의 치소가 있었다. 7,000호가 살았다. |
| 안희현 | 安喜縣 | 탕산 시 첸안 시 동     | 요 태조가 정주 안희현(定州 安喜縣)의 주민들을 이곳에 정착시켰다. 5,000호가 살았다.                                                                    |
| 망도현 | 望都縣 | 친황다오 시 루룽 현 남 | 태조가 정주 망도현의 주민들을 이곳에 옮겨 설치했다. 해양산(海陽山)이 있다. 3,000호가 살았다. 986년에 소배압이 이곳에 들어온 송나라의 군대를 격파했다. |

#### 난주 영안군(灤州 永安軍)
중급주로 자사가 주의 민정을 맡았다. 3현을 통치했다.
| 현명   | 한자   | 대략적 위치       | 비고 |
| ------ | ------ | ----------------- | --- |
| 의풍현 | 義豊縣 | 탕산 시 롼 현     | 황락고성(黃洛故城)이 있었다. 황락수가 현북쪽 노룡산(盧龍山)에서 나온다. 남쪽으로 유수(濡水)로 들어간다. 요 세종이 현을 설치했다. 4,000호가 살았다. |
| 마성현 | 馬城縣 | 탕산 시 롼 현 남  | 본래 노룡현이 있던 곳이다. 현동북쪽에 천금야(千金冶)가, 동쪽에 무향산(茂鄕山)이 있다. 3,000호가 살았다.                                            |
| 석성현 | 石城縣 | 탕산 시 카이핑 구 | 696년(만세통천 원년)에 임유현(臨渝縣)을 지금의 이름으로 바꿨다. 주남쪽 30리거리에 있다. 3,000호가 살았다.                                          |

#### 영주 인해군(營州 鄰海軍)
친황다오 시 창리 현에 있었다. 하급주로 자사가 주의 민정을 맡았다. 석경당이 할양한 연운 16주중하나였다. 742(천보 원년)에 유성군으로 고쳤다. 태조가 정주(定州)의 주민들을 이곳에 정착시켰다. 3,000호가 살았다.
1. ↑  《요사》 권40 지리지 4 남경도조
2. ↑  《요사》 권 88 열전 제 18 소배압